# 湯尾村
湯尾村（ゆのおむら）は福井県南条郡にあった村。現在の南越前町の北部、北陸本線・湯尾駅、北陸自動車道・今庄インターチェンジの周辺にあたる。

## 地理
- 山岳 ： 杣山、三ヶ所山、四瀬山、坂谷山
- 河川 ： 日野川

## 歴史
- 1889年（明治22年）4月1日 - 町村制の施行により、湯尾村、燧村、八乙女村及び社谷村の区域をもって、湯尾村が発足する。
- 1936年（昭和11年）1月22日 - 北陸本線の湯尾トンネル付近で雪崩が発生。除雪作業員51人が生き埋めとなった。村民も救出作業に従事したが死者8人、重軽傷者11人を出す被害となった[1]。
- 1948年（昭和23年）9月1日 - 湯ノ尾信号場が湯尾駅として開業[2]。
- 1955年（昭和30年）4月1日 - 今庄村、堺村、宅良村及び湯尾村が合併して、今庄町が発足する。

## 交通

### 鉄道路線
- 日本国有鉄道
  - 北陸本線
    - 湯尾駅

### 道路
- 北陸道（現・国道365号）

現在は旧村域に北陸自動車道の今庄インターチェンジが所在するが、当時は未開通。